# モード・オブ・ランカスター (レスター伯爵夫人)
モード・オブ・ランカスター（Maud of Lancaster, Countess of Leicester, 1340年4月4日 - 1362年4月10日）またはエノー伯妃マティルダ（Matilda, Countess of Hainault）は、14世紀のイングランド貴族女性。初代ランカスター公ヘンリー・オブ・グロスモントとイザベラ・オブ・ボーモントの長女としてボリンブロク城で生まれた。

## 生涯
モードはまだ幼い頃、1344年11月1日に初代スタッフォード伯ラルフ・スタッフォードの長男ラルフ・スタッフォードと最初に結婚した。夫の死後の1352年に、ヴィッテルスバッハ家の下バイエルン＝シュトラウビング公ヴィルヘルム1世と2度目の結婚をした。ヴィルヘルム1世との間には娘が1人生まれたが1356年に早世した。
ランカスター公位（第一次創設）は1361年の父の死とともに断絶したが、モードは妹のブランシュ・オブ・ランカスターとともに父の領地と他の称号の共同相続人となった。レスター伯位は精神異常のため1358年から1389年に死去するまで幽閉されていたモードの2番目の夫ヴィルヘルム1世に継承され、ランカスター伯位は妹の夫ジョン・オブ・ゴーントに継承された。モードは1年後に子女を残すことなく死去した。そのため、モードの死とともに父の遺産は妹ブランシュとその夫ジョン・オブ・ゴーントに継承された。この遺産はランカスター家の政治的、財政的基盤となった。ランカスター家のイングランド王ヘンリー4世はモードの甥にあたる。